# Улькен-Карой
Ульке́н-Каро́й (Улькенкарой, Улькен Караой, Улькенкараой; каз. Үлкен Қараой) — солёное озеро в Акжарском районе Северо-Казахстанской области. Неподалёку от озера расположены сёла Кулыколь и Талшик.
Площадь поверхности озера составляет 305,5 км². Длина — 67,7 км, наибольшая ширина — 11,9 км. Длина береговой линии — 126,2 км. Глубина незначительная. В маловодные годы, когда водоём сильно пересыхает, площадь поверхности уменьшается до 4,6 км². Во время же весеннего половодья поверхностные слои воды становятся пресными. Высота над уровнем моря составляет 57 м.
Берега озера плоские, слабо изрезанные, окружённые полоской солончаков. В южной части располагается полуостров. Дно покрыто слоем ила; повышенные участки зарастают тростником. В середине водоёма расположен остров.
В озеро впадают реки Ащису и Карасу.